# Vargtimmen
Vargtimmen (no Brasil, A Hora do Lobo) é um filme de terror surrealista sueco de 1968 dirigido e escrito por Ingmar Bergman. Estrelado por Max von Sydow e Liv Ullmann, está na lista dos cinquenta melhores filmes do British Film Institute.

## Elenco
- Max von Sydow - Johan Borg
- Liv Ullmann - Alma Borg
- Gertrud Fridh - Corinne von Merkens
- Georg Rydeberg - Lindhorst
- Erland Josephson - Baron von Merkens